# 존 랫클리프
존 랫클리프(John Ratcliffe, 1965년 10월 20일 - )는 미국의 정치인이며 검사로 2020년에서 2021년까지 미국 국가정보장실에서 근무하였다. 2024년 11월 12일 대통령 당선인인 도널드 트럼프는 그를 증앙정보국에 선임하였다.

## 정치적 입지

### 중국에 대한 입장
랫클리프는 중국이 미국과 세계 이익에 가장 큰 위협이라고 반복적으로 경고했다. 2020년 12월에 그는 중국이 중국이 미국을 점령하려고 하고, 지구 전체를 경제적으로, 군사적으로, 기술적으로 지배하려고 한다라고 주장했다.

## 역대 선거 결과
| 선거명      | 직책명                      | 대수  | 정당   | 득표율  | 득표수    | 결과 | 당락                   |
| ----------- | --------------------------- | ----- | ------ | ------- | --------- | ---- | ---------------------- |
| 2014년 선거 | 하원의원 (텍사스 제4선거구) | 114대 | 공화당 | 100.00% | 115,085표 | 1위  | 텍사스주 하원의원 당선 |
| 2016년 선거 | 하원의원 (텍사스 제4선거구) | 115대 | 공화당 | 87.99%  | 216,643표 | 1위  | 텍사스주 하원의원 당선 |
| 2018년 선거 | 하원의원 (텍사스 제4선거구) | 116대 | 공화당 | 75.70%  | 188,667표 | 1위  | 텍사스주 하원의원 당선 |